# پوران (خواننده)
فرح‌دخت عباس خاقانی با نام مستعار پوران (۱۵ بهمن ۱۳۱۲ – ۱۲ مهر ۱۳۶۹) خواننده و بازیگر ایرانی بود.

## نام خانوادگی
در مورد نام خانوادگی حقیقی پوران اختلاف‌نظرهایی وجود دارد. در بعضی منابع طاقانی، و در برخی طالقانی  ذکر شده. به نوشته مجله سپید و سیاه «نام خانوادگی پوران این‌طور که خودش می‌گوید برایش کلی دردسر ایجاد کرده. زیرا عده‌ای او را پوران طاقانی معرفی می‌کنند و عده‌ای دیگر طالقانی که اصل ماجرا از این قرار است. پوران که نام خانوادگی او در اصل خاقانی است در شناسنامه او نقطه «خ» سیاه شده و کشیده می‌شود به طوری که به صورت «الف» و حرف «خ» تبدیل به «ط» می‌گردد که در نتیجه خاقانی طاقانی می‌شود. ولی از آنجایی که طاقانی معنایی ندارد، عده‌ای دیگر او را طالقانی معرفی می‌کنند، در حالی که نه طاقانی است نه طالقانی، بلکه خاقانی!»
نام خانوادگی وی بر روی سنگ مزار این هنرمند در امامزاده طاهر کرج نیز طاقانی ذکر شده است.

## زندگی
پوران متولد ۱۵ بهمن ۱۳۱۲ در تهران، در دههٔ ۳۰ یکی از خوانندگان مشهور ایران بود و این شهرت را تا اواسط دههٔ ۵۰ حفظ کرد. او ابتدا با نام «بانوی ناشناس» و سپس «بانو شاپوری» (نام خانوادگی همسر اولش) و بعد از آن با نام مستعار «پوران» پا در وادی هنر گذاشت.
پوران پس از اینکه تحصیلات متوسطه را در دبیرستان اسدی تهران به اتمام رساند، وارد هنرستان عالی موسیقی شد و از شاگردان عباس شاپوری (آهنگساز) گردید و در سال ۱۳۳۰ کار خوانندگی را با نام بانوی ناشناس آغاز کرد و در سال ۱۳۳۱ وارد رادیو ایران شد. او با نام بانوی ناشناس در صفحهٔ گرامافون می‌خواند که پس از آشنایی و ازدواج با همسر اول خود نام خانوادگی او را به‌عنوان نام مستعار خود برگزید.
پوران پس از ازدواجش با عباس شاپوری که ترانه‌ساز بسیاری از آفرینش‌های او بود، با نام بانو شاپوری شناخته شد و به فعالیت هنری خود ادامه داد. اما پس از جدایی از او، نام هنری پوران را برای خود برگزید. عباس شاپوری مدت هفت سال (از ۱۶ بهمن ۱۳۳۰ تا ۷ آبان ۱۳۳۷) پوران را تحت آموزش مستقیم خود قرار داد و حدود صد آهنگ برای وی ساخت و اجرا کرد.
پوران سپس به همسری حبیب روشن‌زاده (مفسر ورزشی تلویزیون) درآمد که این ازدواج دوم نیز منجر به طلاق شد. یک فرزند به نام شهریار شاپوری و دو فرزند به نام‌های امید و آرزو روشن‌زاده از وی باقی مانده‌است. به گفته منابع خبری بعد از تاسیس سازمان اطلاعات و امنیت کشور و نشستن تیمور بختیار بر صندلی ساواک، دلباخته فرح‌دخت عباس طاقانی با نام مستعار پوران، خواننده مشهور عصر پهلوی و همسر عقدی عباس شاپوری، نوازنده ویولون و آهنگ‌ساز عامه‌پسند شد و پوران جذب قدرت، شهرت و ثروت بختیار شد و پس از حاشیه های بسیار از عباس شاپوری جدا شد.
پوران پس از مدتی توانست وارد برنامهٔ «گل‌ها» شود، و فعالیت‌های او بیشتر ترانه‌خوانی بود. او در سال ۱۳۳۹ وارد کار سینما شد و در چندین فیلم بازی کرد.
او سابقهٔ خوانندگی در برنامهٔ «گل‌ها» (به عنوان مثال برنامه‌های شمارهٔ ۳۲۶ و ۳۵۰ هر دو در دستگاه ماهور و برنامهٔ شمارهٔ ۴۴۴ در دستگاه همایون و برنامهٔ شمارهٔ ۵۲۲ در آواز ابوعطا) را نیز به عنوان تصنیف‌خوان در کارنامهٔ خود دارد. او با برخی از خواننده‌ها از جمله ویگن، عارف، منوچهر سخایی و ایرج ترانه‌های دوصدایی اجرا کرده‌است.
پوران بعد از انقلاب ۱۳۵۷ به‌همراه فرزندانش به ایالات متحده آمریکا رفت و ساکن لس آنجلس شد و در غربت فعالیت هنری کمی همچون ضبط چند ویدئو برای آهنگ‌های مشهور قدیمی‌اش داشت و سرانجام در اواخر دههٔ ۶۰ شمسی به ایران بازگشت.

## درگذشت

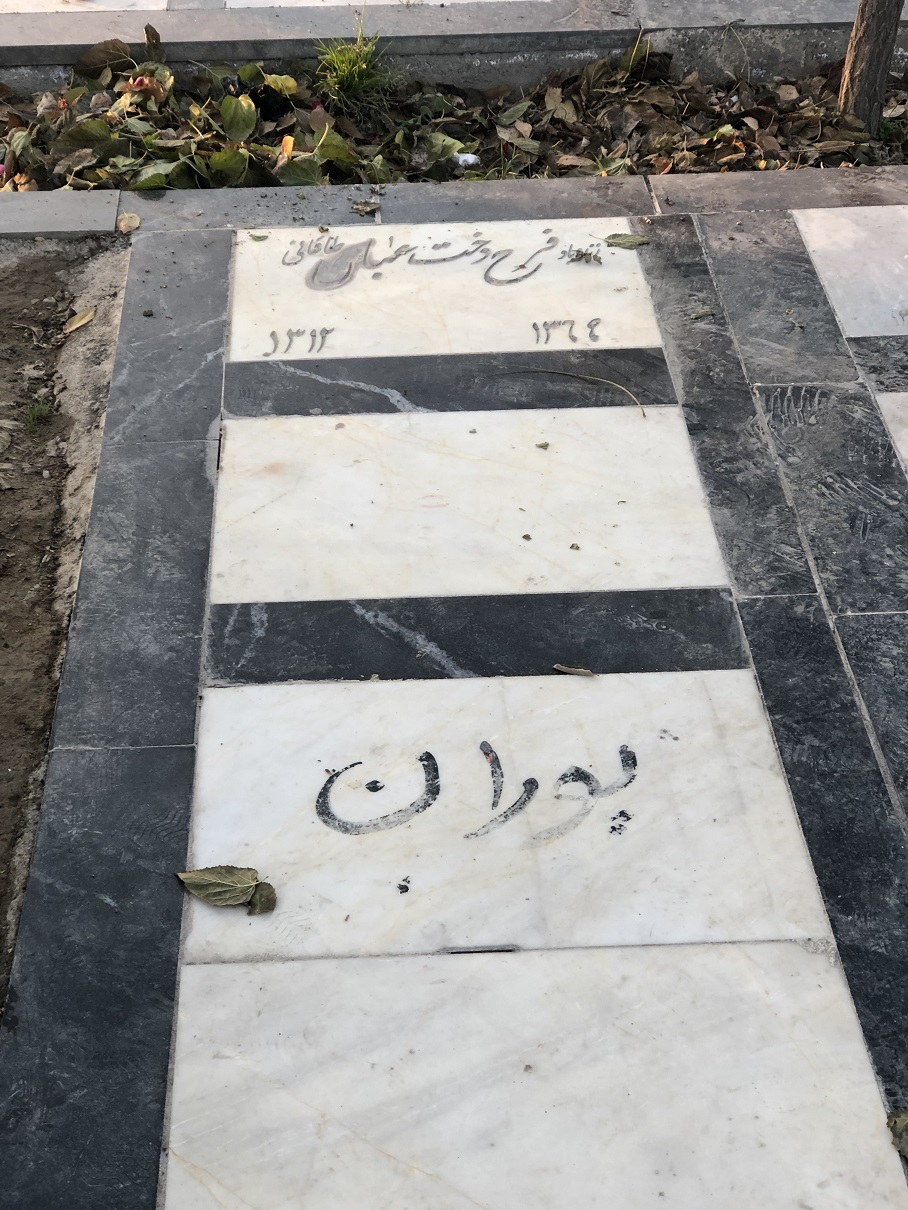
آرامگاه پوران

پوران در اوایل سال‌های دههٔ ۶۰ دچار بیماری سرطان سینه و ناراحتی‌های کبدی شد. او در اواخر دههٔ ۶۰ به ایران بازگشته‌بود و بر اثر بیماری در بیمارستان خاتم‌الانبیا در تهران بستری شد. در روزهای بستری‌شدنش در بیمارستان، همسر سابقش عباس شاپوری در کنارش حضور داشت. پوران در ۱۲ مهر ۱۳۶۹ درگذشت و در امامزاده طاهر (کرج) به خاک سپرده‌شد.

## نسب خویشاوندی
از خویشاوندان سرشناس پوران می‌توان به عزت روح‌بخش (خاله)، مهین اسکویی (خواهر)، گیتی روحانی (خواهر)، انوشیروان روحانی (شوهرخواهر)، کارمن اسکویی (خواهرزاده) اشاره کرد.

پوران خواهرزادهٔ عزت روح‌بخش، دیگر خوانندهٔ ایرانی آن دوران است که به‌وسیله او جذب آوازخوانی شد. همچنین پوران خواهر همسر انوشیروان روحانی، موسیقی‌دان و آهنگساز برجستهٔ ایرانی و خالهٔ رضا روحانی از موسیقی‌دانان و آهنگسازان ایرانی است.

## بازخوانی آهنگ‌های پوران
پیش و پس از مرگ پوران، بسیاری از ترانه‌های او در خارج یا داخل ایران بازخوانی شدند که در ادامه لیستی از این آثار مشهود است: 
- ترانهٔ «نیلوفر» با صدای مارتیک، سال ۱۳۶۸
- ترانهٔ «پریشون» با صدای شاهرخ، سال ۱۳۶۹
- ترانهٔ «هم‌صدا» با صدای معین، سال ۱۳۷۰
- ترانهٔ «خاطره‌ها» با صدای لیلا فروهر که بازخوانی ترانه‌های «ویرون بشی ای دل»، «وای چه بلایی ای دل»، «ای هم‌صدای من» و «جون منی» را شامل می‌شد، سال ۱۳۷۸
- ترانهٔ «قصهٔ دل» با صدای علیرضا افتخاری، سال ۱۳۸۳
- ترانهٔ «دستتو بستن» با صدای افسانه، سال ۱۳۸۴
- ترانهٔ «گل اومد بهار اومد» با صدای معین، سال ۱۳۸۴ - ۱۳۸۵
- ترانهٔ «زندگی» با صدای هلن، سال ۱۳۸۸
- ترانهٔ «گلی جان» با صدای سیاوش قمیشی، سال ۱۳۹۴
- ترانهٔ «من چه‌کنم» با صدای شکیلا

## آلبوم‌ها

### ملا ممد جان
| نام ترانه                 | ترانه‌سرا       | آهنگساز          | تنظیم                               |
| ------------------------- | -------------- | ---------------- | ----------------------------------- |
| ملا ممد جان               | محلی افغانی    | انوشیروان روحانی | انوشیروان روحانی (طبله: فرید زلاند) |
| امروز و فردا (هم‌صدا)      | شهین حنانه     | ناصر چشم‌آذر      | ناصر چشم‌آذر                         |
| زندگی راستی چه زود می‌گذره | جهانبخش پازوکی | جهانبخش پازوکی   |                                     |
| ویرون بشی ای دل           | جهانبخش پازوکی | جهانبخش پازوکی   |                                     |
| صبح می‌شه شب می‌شه          | جهانبخش پازوکی | جهانبخش پازوکی   |                                     |
| اگه می‌شه برگرد            | جهانبخش پازوکی | جهانبخش پازوکی   |                                     |
| حالیته                    | هما میرافشار   | اسدالله ملک      |                                     |
| وای چه بلایی ای دل        | جهانبخش پازوکی | جهانبخش پازوکی   |                                     |
| زندگی آی زندگی            | جهانبخش پازوکی | جهانبخش پازوکی   | واروژان                             |
| می‌گردم دور دنیا           | اردلان سرفراز  | پرویز غیاثیان    |                                     |
| عاشقی بد دردیه            | اردلان سرفراز  | پرویز غیاثیان    |                                     |

### اشکم دونه‌دونه
| نام ترانه         | ترانه‌سرا         | آهنگساز                                  | تنظیم |
| ----------------- | ---------------- | ---------------------------------------- | ----- |
| اشکم دونه‌دونه     | جهانبخش پازوکی   | جهانبخش پازوکی                           |       |
| گلی جان           | شهابی            | عباس شاپوری                              |       |
| شانه              | ناصر رستگارنژاد  | برگرفته از ترانهٔ «البنت الشلبی» از فیروز |       |
| نیلوفر            | اسماعیل نواب صفا | مجید وفادار                              |       |
| شکوفه‌ها           | جهانبخش پازوکی   | جهانبخش پازوکی                           |       |
| فرشتهٔ من          | جهانبخش پازوکی   | جهانبخش پازوکی                           |       |
| آهو               | کریم فکور        | انوشیروان روحانی                         |       |
| گل اومد بهار اومد | بیژن ترقی        | مجید وفادار                              |       |
| شب خوش بود        | عبدالله فاطمی    | عباس شاپوری                              |       |
| شب‌های انتظار      | عبدالله فاطمی    | عباس شاپوری                              |       |
| غرور شکسته        | ایرج تیمورتاش    | مجید وفادار                              |       |
| چشمه              | کریم فکور        | عباس شاپوری                              |       |

### گل اومد بهار اومد
| نام ترانه                 | ترانه‌سرا   | آهنگساز        | تنظیم |
| ------------------------- | ---------- | -------------- | ----- |
| گل اومد بهار اومد         | بیژن ترقی  | مجید وفادار    |       |
| شب رؤیایی                 | بیژن ترقی  | حبیب‌الله بدیعی |       |
| فتنه                      | کریم فکور  | پرویز یاحقی    |       |
| باغبان                    |            |                |       |
| سفری در شب                | نظام فاطمی | مجید وفادار    |       |
| عشق و فراموشی             | بیژن ترقی  |                |       |
| حدیث آشنایی               | بیژن ترقی  | حبیب‌الله بدیعی |       |
| شب میای (با منوچهر سخایی) | کریم فکور  |                |       |
| نغمهٔ فروردین              |            |                |       |
| گردش صحرا                 | نیرسینا    | مجید وفادار    |       |
| ساز من                    | نیرسینا    | عباس شاپوری    |       |

### تک آهنگها
| نام ترانه                                   | ترانه‌سرا                | آهنگساز          | تنظیم            |
| ------------------------------------------- | ----------------------- | ---------------- | ---------------- |
| قهر و جدایی                                 | بیژن ترقی               | انوشیروان روحانی | انوشیروان روحانی |
| سیمای شب                                    | هدایت الله نیرسینا      | انوشیروان روحانی | انوشیروان روحانی |
| لج و لجبازی                                 | جهانبخش پازوکی          | جهانبخش پازوکی   | ناصر چشم آذر     |
| من چه کنم                                   | جهانبخش پازوکی          | جهانبخش پازوکی   |                  |
| تو عشق منی                                  | کریم فکور               | عباس شاپوری      | عباس شاپوری      |
| قصه آشنایی                                  | بیژن ترقی               | حبیب‌الله بدیعی   | حبیب‌الله بدیعی   |
| یادش بخیر                                   |                         | مجید وفادار      | مجید وفادار      |
| ای بلم آهسته‌تر                              | جعفر پورهاشمی           | جعفر پورهاشمی    |                  |
| شراب                                        |                         | انوشیروان روحانی | انوشیروان روحانی |
| باران مهر                                   | نظام فاطمی              | علی جعفریان      |                  |
| امید دیدار                                  | سیمین بهبهانی           | صحرانورد         | صحرا نورد        |
| زخم زبان                                    | عبدالله الفت            | حسین صمدی        |                  |
| آتش‌نشانی (با ویگن)                          | کریم فکور               |                  | کریم فکور        |
| سفری در شب                                  | نظام فاطمی              | مجید وفادار      | مجید وفادار      |
| گریه دلو صفا میده                           | جهانبخش پازوکی          | جهانبخش پازوکی   | جهانبخش پازوکی   |
| واه چه بلایی ای دل                          | جهانبخش پازوکی          | جهانبخش پازوکی   | جهانبخش پازوکی   |
| عطر بنفشه                                   | رحیم معینی کرمانشاهی    | حبیب‌الله بدیعی   | حبیب‌الله بدیعی   |
| دیگر مگو                                    |                         |                  |                  |
| دلنواز                                      |                         | مجید وفادار      | مجید وفادار      |
| ایوالله (با منوچهر)                         | بیژن ترقی / پرویز وکیلی | عطاالله خرم      | اصل آهنگ عربی    |
| شمع سحری                                    | تورج نگهبان             | بابک افشار       |                  |
| چشات میگه دوستم داری                        | تورج نگهبان             | بابک افشار       |                  |
| پاورچین پاورچین                             |                         | بابک افشار       | بابک افشار       |
| دیده دیده (با عارف)                         | پرویز وکیلی             | یونانی           | بابک افشار       |
| هفت آسمان (با عارف)                         | پرویز وکیلی             | یونانی           | بابک افشار       |
| صدای پا                                     | بیژن ترقی               | عربی             | کاظم رزازان      |
| ویرون بشی ای دل                             | جهانبخش پازوکی          | جهانبخش پازوکی   | جهانبخش پازوکی   |
| راستی چه زود میگذره                         | جهانبخش پازوکی          | جهانبخش پازوکی   | جهانبخش پازوکی   |
| جای بوسه                                    | پرویز وکیلی             | حسین صمدی        |                  |
| نازم کن (کبوتر قشنگ)                        | پرویز وکیلی             | حسین صمدی        |                  |
| گل پژمرده شهر پاییز                         | ایرج جنتی عطایی         | پرویز اتابکی     |                  |
| یه روزم ما رو فراموش می‌کنی                  | تورج نگهبان             | بابک افشار       |                  |
| دست طلا                                     |                         |                  | مجید وفادار      |
| یاد او                                      |                         |                  | کاظم رزازان      |
| یارم شو                                     | کریم فکور               | انوشیروان روحانی | انوشیروان روحانی |
| ظالم بلا                                    | کریم فکور               |                  | کریم فکور        |
| زندگی آی زندگی                              | جهانبخش پازوکی          | جهانبخش پازوکی   | واروژان          |
| امروز و فردا                                | جهانبخش پازوکی          | جهانبخش پازوکی   | واروژان          |
| از تو گذشتم                                 | پرویز وکیلی             | رشید مرادی       | کاظم رزازان      |
| مرحبا                                       |                         | رشید مرادی       |                  |
| به او مگو                                   | کریم فکور               | حسین صمدی        |                  |
| آخرین عشق                                   | کریم فکور               | حسین صمدی        |                  |
| بیا که دلم تنگه                             | جهانبخش پازوکی          | جهانبخش پازوکی   | جهانبخش پازوکی   |
| بنوش بنوش                                   | ایرج جنتی عطایی         | بابک افشار       |                  |
| شب بود، بیابان بود، زمستان بود              | ناصر رستگار نژاد        |                  | عباس شاپوری      |
| شعله سرکش                                   | رحیم معینی کرمانشاهی    | حبیب‌الله بدیعی   | حبیب‌الله بدیعی   |
| زندگی من                                    | اسماعیل نواب صفا        | حبیب‌الله بدیعی   | حبیب‌الله بدیعی   |
| دندون دندونم کن                             |                         | جهانبخش پازوکی   | جهانبخش پازوکی   |
| ملا ممد جان                                 | محلی افغانی             | محلی افغانی      | انوشیروان روحانی |
| سفر کنم (قصه دل)                            | کریم فکور               | حبیب‌الله بدیعی   | حبیب‌الله بدیعی   |
| گلبن عشق                                    | بیژن ترقی               | حبیب‌الله بدیعی   | حبیب‌الله بدیعی   |
| غروب (الله اکبر)                            | پرویز وکیلی             |                  |                  |
| اسیر                                        | حزین لاهیجی             |                  |                  |
| غروب ساحل                                   | پرویز خطیبی             | حسین صمدی        |                  |
| لالایی                                      | محلی                    | حسین صمدی        |                  |
| چین چینی                                    | کریم فکور               | انوشیروان روحانی | انوشیروان روحانی |
| همسایگی                                     | حسین شاه زیدی           | یونانی           | انوشیروان روحانی |
| نگاه آشنا                                   | کریم فکور               | انوشیروان روحانی | انوشیروان روحانی |
| دل غافل (با ویگن، بهشته، عارف)              | کریم فکور               | انوشیروان روحانی | انوشیروان روحانی |
| دستت را در دست من ده (با ویگن، بهشته، عارف) | کریم فکور               | انوشیروان روحانی | انوشیروان روحانی |
| نگاه مست تو                                 | پرویز خطیبی             |                  |                  |
| آسمان آبی                                   |                         |                  |                  |
| شعله خشم                                    |                         |                  |                  |
| نه والله، نه بالله                          | رضا شمسا                | حسین واثقی       |                  |
| عاشق شدن دیوانگی است                        | نادر افشارپور           | حسین واثقی       |                  |
| اشک مرا تا کی تماشا می‌کنی                   |                         |                  |                  |
| دستی نگیرد دست من                           |                         |                  |                  |
| آرزو گم کرده                                | رهی معیری               | علی تجویدی       | علی تجویدی       |
| گلی جان                                     |                         | عباس شاپوری      | عباس شاپوری      |
| یکی بود یکی نبود                            | پرویز وکیلی             | حسین صمدی        |                  |
| چشم آهو                                     | پرویز وکیلی             | حسین صمدی        |                  |
| کیمیا                                       | بیژن ترقی               | حبیب‌الله بدیعی   | حبیب‌الله بدیعی   |
| امتحان مکن                                  |                         |                  |                  |
| ندانم                                       | کریم فکور               | محلی             |                  |
| ای فتنه کجایی                               | کریم فکور               | پرویز یاحقی      | پرویز یاحقی      |
| عروس دریا                                   | پرویز وکیلی             | پرویز مقصدی      | پرویز مقصدی      |
| قصه عشق                                     |                         | انوشیروان روحانی | انوشیروان روحانی |
| سرمه (عروسی می‌کنی شویت مبارک)               |                         | مجید وفادار      | مجید وفادار      |
| عشوه مکن                                    |                         | مجید وفادار      | مجید وفادار      |
| همه برای تو                                 |                         | حبیب‌الله بدیعی   | حبیب‌الله بدیعی   |
| اگر تو رفتی                                 | تورج نگهبان             | حبیب‌الله بدیعی   | حبیب‌الله بدیعی   |
| چه غم دارم                                  | سیمین بهبهانی           | عباس شاپوری      | عباس شاپوری      |
| بی همزبان                                   | بیژن ترقی               | پرویز یاحقی      | پرویز یاحقی      |
| رها                                         | رحیم معینی کرمانشاهی    | رضا یاوری        | رضا یاوری        |
| خداحافظ                                     |                         | سیامک یاسمی      |                  |
| گل اومد، بهار اومد                          | بیژن ترقی               | مجید وفادار      | مجید وفادار      |
| یار آمد                                     | اسماعیل نواب صفا        | مجید وفادار      | مجید وفادار      |
| عروسی                                       | نوذر پرنگ               | عطاالله خرم      | عطاالله خرم      |
| تنها                                        | نوذر پرنگ               | عطاالله خرم      | عطاالله خرم      |
| دختر شهر ما (با منوچهر)                     |                         |                  |                  |
| کیه کیه در میزنه                            | علی اکبر شیدا           | علی اکبر شیدا    |                  |
| ساقی و ساغر                                 | بهادر یگانه             | انوشیروان روحانی | انوشیروان روحانی |
| خار راه                                     | پرویز وکیلی             | یونانی           |                  |
| چرا و کجا (با امیر رسایی)                   | کریم فکور               | رضا ناروند       | رضا ناروند       |
| کالسکه رؤیایی                               | کریم فکور               |                  |                  |
| شاخه گل ۲۳۱                                 |                         |                  |                  |
| شاخه گل ۲۴۱                                 |                         |                  |                  |
| شاخه گل ۴۱۴                                 |                         | جهانبخش پازوکی   |                  |
| سکوت                                        | محمدعلی شیرازی          | حسین صمدی        |                  |
| یه گل داشتم                                 | محمدعلی شیرازی          | حسین واثقی       |                  |
| ای خدای مهربان                              | محمدعلی شیرازی          | حسین واثقی       |                  |
| راشه جان                                    | کریم فکور               | محلی افغانی      | زاون اوهانیان    |
| جون جون جون منی                             | جمشید شیبانی            | جمشید شیبانی     |                  |
| بختم اگر یاری کند                           |                         |                  |                  |
| جهان گذران                                  | بهادر یگانه             | انوشیروان روحانی | انوشیروان روحانی |
| دختر کولی                                   | محمدعلی شیرازی          | انوشیروان روحانی | انوشیروان روحانی |
| مرا به یادآور                               |                         | رضا ناروند       | رضا ناروند       |
| اشکم دونه دونه                              | جهانبخش پازوکی          | جهانبخش پازوکی   | جهانبخش پازوکی   |
| حالیته (گل قاصد)                            | هما میرافشار            | اسدالله ملک      | اسدالله ملک      |
| عاشقی بد دردیه                              | اردلان سرفراز           | پرویز غیاثیان    | پرویز غیاثیان    |
| می‌گردم دور دنیا                             | اردلان سرفراز           | پرویز غیاثیان    | پرویز غیاثیان    |
| ناز نکن                                     | جباریان                 | عباس شاپوری      | عباس شاپوری      |
| یک کلاغ، چهل کلاغ                           | عبدالله الفت            | عباس شاپوری      | عباس شاپوری      |
| دوستت دارم والسلام                          | شهرام طبائی             | حسین صمدی        |                  |
| بوسه مست                                    | عبدالله الفت            | حسین صمدی        |                  |
| یکی یک دونه                                 | جهانبخش پازوکی          | جهانبخش پازوکی   | جهانبخش پازوکی   |
| بشنو و باور مکن (دل با صفا کجا پیدا میشه)   | جهانبخش پازوکی          | جهانبخش پازوکی   | جهانبخش پازوکی   |
| ندامت                                       | رحیم معینی کرمانشاهی    | اسدالله ملک      | اسدالله ملک      |
| دوستت دارم با جان و دل                      |                         | انوشیروان روحانی | انوشیروان روحانی |
| سخن دل                                      | بیژن ترقی               | انوشیروان روحانی | انوشیروان روحانی |
| ای خدا دیگه دلم طاقت نداره                  | بیژن ترقی               | انوشیروان روحانی | انوشیروان روحانی |
| بی‌پناه (تک درخت)                            | کریم فکور               | عباس شاپوری      | عباس شاپوری      |
| اولین عشق                                   | کریم فکور               | مارسل استپانیان  | مارسل استپانیان  |
| شانه                                        | ناصر رستگارنژاد         | محلی لبنانی      | عباس شاپوری      |
| شانه (با ویگن)                              | ناصر رستگارنژاد         | محلی لبنانی      | عباس شاپوری      |
| بخت من                                      |                         |                  |                  |
| کیه کیه در میزنه (گلهای ۳۲۷ - بیداد)        | علی اکبر شیدا           | علی اکبر شیدا    | جواد معروفی      |
| گلهای ۳۸۵ (دشتی)                            | رهی معیری               |                  | جواد معروفی      |
| پرنده ساحل                                  | کریم فکور               | حسین صمدی        |                  |
| سال دگر                                     | بیژن ترقی               | ناصر تبریزی      |                  |
| شب چراغ                                     | ایرج جنتی عطایی         | پرویز غیاثیان    |                  |
| عروس جزیره                                  | کریم فکور               | حسین صمدی        |                  |
| بشنو از نی                                  | کریم فکور               | عباس شاپوری      | عباس شاپوری      |
| سنه ده قالماز (دختر دهقان)                  | کریم فکور - رسول رضا    | توفیق قلی اف     | کریم فکور        |
| باغبان                                      | پرویز وکیلی             |                  |                  |
| شب انتظار                                   | ابوالحسن ورزی           | عباس شاپوری      | عباس شاپوری      |
| نیلوفر                                      | اسماعیل نواب صفا        | عباس شاپوری      | عباس شاپوری      |
| دعا                                         | نادر پور                | انوشیروان روحانی | انوشیروان روحانی |
| دونه اشک                                    | امیر پازوکی             | امیر پازوکی      |                  |
| شمع و ساغر                                  | کریم فکور               |                  | مجید وفادار      |
| فدات بشم                                    |                         | سیامک یاسمی      |                  |
| فرشته امید من                               |                         |                  |                  |
| عشق مقدس                                    |                         | انوشیروان روحانی | انوشیروان روحانی |
| دیر آشنا                                    | نظام فاطمی              |                  |                  |
| تمنا                                        | محمدعلی شیرازی          | حسین صمدی        |                  |
| می‌روی تو از این ره                          | بیژن ترقی               | انوشیروان روحانی | انوشیروان روحانی |
| قسم                                         | رحیم معینی کرمانشاهی    | حبیب‌الله بدیعی   | حبیب‌الله بدیعی   |
| رقص دختران                                  | تورج نگهبان             |                  |                  |
| دکتر                                        | عطاالله خرم             | عطاالله خرم      | عطاالله خرم      |
| دوستت دارم                                  |                         |                  |                  |
| خنده گل                                     |                         |                  |                  |
| یارم نیامد                                  |                         |                  |                  |
| شادی دل                                     | عبدالله الفت            | هنرجو            |                  |
| شبهای ساحل                                  | کریم فکور               |                  |                  |
| گل پونه کرده                                | سیمین بهبهانی           | صحرانورد         |                  |
| کلبه عشق                                    | هدایت الله نیرسینا      | مجید وفادار      | مجید وفادار      |
| تب                                          |                         |                  |                  |
| شبهای ساحل                                  |                         |                  |                  |
| مست و هشیار                                 | ناصر رستگارنژاد         | عباس شاپوری      | عباس شاپوری      |
| آرزو                                        | عباس شاپوری             | عباس شاپوری      | عباس شاپوری      |
| طلیعه                                       | ناصر رستگارنژاد         | عباس شاپوری      | عباس شاپوری      |
| رمیده                                       | ناصر رستگارنژاد         | عباس شاپوری      | عباس شاپوری      |
| نغمه جادو                                   | کریم فکور               | عباس شاپوری      | عباس شاپوری      |
| شهر گل                                      | کریم فکور               | پرویز یاحقی      | پرویز یاحقی      |
| ماجرای من                                   |                         |                  |                  |
| جدایی                                       | عباس شاپوری             | عباس شاپوری      | عباس شاپوری      |
| پایان رنجها                                 | عباس شاپوری             | عباس شاپوری      | عباس شاپوری      |
| شمع وفا                                     | رحیم معینی کرمانشاهی    | عباس شاپوری      | عباس شاپوری      |
| نرگس                                        | هوشنگ شهابی             | عباس شاپوری      | عباس شاپوری      |
| رقیب                                        |                         |                  |                  |
| ابر چشمم ژاله بارد (با ویگن)                |                         |                  |                  |
| گل بهشتی                                    |                         |                  |                  |
| نغمه صلح                                    | کریم فکور               | انوشیروان روحانی | انوشیروان روحانی |
| پیمانه                                      |                         |                  |                  |
| زهرا                                        |                         |                  |                  |
| گیسوی طلایی                                 |                         | مجید وفادار      | مجید وفادار      |
| آشنا                                        | بیژن ترقی               | مجید وفادار      | مجید وفادار      |
| قایق طلایی                                  |                         | مجید وفادار      | مجید وفادار      |
| تو بگو (با ویگن)                            | پرویز وکیلی             | عطاالله خرم      | عطاالله خرم      |
| چنگی عشق                                    | بیژن ترقی               | مجید وفادار      | مجید وفادار      |
| ترانه من                                    | پرویز خطیبی             | عباس شاپوری      | عباس شاپوری      |
| دلپسند                                      |                         |                  |                  |
| شادی بی‌انتها                                |                         |                  |                  |
| تب عشق                                      |                         |                  |                  |
| نخلستان                                     |                         |                  |                  |
| قهر نکن دیوونه میشم                         | محمدعلی شیرازی          | حسین صمدی        |                  |
| اسمال یه کتی                                | محمدعلی شیرازی          | حسین شیرازی      |                  |
| ساقی                                        | کریم فکور               | عباس شاپوری      | عباس شاپوری      |
| گناه                                        | پرویز خطیبی             | عباس شاپوری      | عباس شاپوری      |
| بیا بیا تو را خدا                           |                         |                  |                  |
| پیک بهار (با ویگن و الهه)                   |                         |                  |                  |
| آرزوی صلح                                   |                         |                  |                  |
| پیمان‌شکن                                    | عباس شاپوری             | عباس شاپوری      | عباس شاپوری      |
| شب خوش                                      |                         | مجید وفادار      | مجید وفادار      |
| طلای ناب                                    | محمدعلی شیرازی          | حسین صمدی        |                  |
| دونه‌های بارون                               | محمدعلی شیرازی          | حسین صمدی        |                  |
| ترکم مکن                                    | کریم فکور               | انوشیروان روحانی | انوشیروان روحانی |
| شاخه به شاخه                                | جهانبخش پازوکی          | جهانبخش پازوکی   | جهانبخش پازوکی   |
| صفای ده                                     | هدایت الله نیرسینا      | انوشیروان روحانی | انوشیروان روحانی |
| طبیعت                                       |                         | پورهاشمی         |                  |
| سوگند                                       | کریم فکور               | عباس شاپوری      | عباس شاپوری      |
| خشم طبیعت                                   | رحیم معینی کرمانشاهی    | انوشیروان روحانی | انوشیروان روحانی |
| شبیخون                                      | بیژن ترقی               | ناصر تبریزی      | ناصر تبریزی      |
| یاس سپید                                    |                         |                  |                  |
| بی‌نیاز                                      | نوا                     | انوشیروان روحانی | انوشیروان روحانی |
| سپیده                                       | اسماعیل نواب صفا        |                  |                  |
| رقص پری                                     | هدایت الله نیرسینا      | مجید وفادار      | مجید وفادار      |
| دختر صحرا                                   | بیژن ترقی               | مجید وفادار      | مجید وفادار      |
| غنچه نشکفته                                 | اسماعیل نواب صفا        | انوشیروان روحانی | انوشیروان روحانی |
| بلبل عشق (بشارت گل)                         | بیژن ترقی               | حبیب‌الله بدیعی   | حبیب‌الله بدیعی   |
| نجات غریق (با عارف)                         | کریم فکور               |                  | کریم فکور        |
| رقص کولی                                    | کریم فکور               | انوشیروان روحانی | انوشیروان روحانی |
| اویانادوندرمنی                              |                         |                  |                  |
| ز من نمی‌پرسی                                | کریم فکور               | انوشیروان روحانی | انوشیروان روحانی |
| آهو                                         | کریم فکور               | انوشیروان روحانی | انوشیروان روحانی |
| افسانه                                      |                         | عباس شاپوری      | عباس شاپوری      |
| شراره                                       |                         | عباس شاپوری      | عباس شاپوری      |
| چهره بهشتی                                  | کریم فکور               | هنرجو            | هنرجو            |
| بهار دهکده                                  |                         | انوشیروان روحانی | انوشیروان روحانی |
| کجا می‌روی (با ایرج)                         |                         | پورهاشمی         |                  |
| از من بگذر (با ایرج)                        |                         | انوشیروان روحانی | انوشیروان روحانی |
| عشق خود تا کی                               |                         | انوشیروان روحانی | انوشیروان روحانی |
| او می‌رود                                    |                         | انوشیروان روحانی | انوشیروان روحانی |
| شکوفه‌ها                                     | جهانبخش پازوکی          | جهانبخش پازوکی   | جهانبخش پازوکی   |
| فرار از سرنوشت                              | جهانبخش پازوکی          | جهانبخش پازوکی   | ناصر چشم آذر     |
| نشناخته                                     | جهانبخش پازوکی          | جهانبخش پازوکی   | ناصر چشم آذر     |
| همصدا                                       | شهین حنانه              | ناصر چشم آذر     | ناصر چشم آذر     |
| هزارون سال دیگه                             | جهانبخش پازوکی          | جهانبخش پازوکی   |                  |
| بشنو، مشنو                                  |                         |                  |                  |
| غروب غمگین                                  | عبدالله الفت            | حسن لشگری        |                  |
| عشق تو                                      | پرویز خطیبی             | عباس شاپوری      | عباس شاپوری      |
| فرشته وفا (رقص ستاره)                       | اسماعیل نواب صفا        | انوشیروان روحانی | انوشیروان روحانی |
| ستاره                                       |                         |                  |                  |
| راز و نیاز (با حمید قنبری)                  | پرویز وکیلی             | گلشن راد         |                  |
| توبه                                        | رحیم معینی کرمانشاهی    | عماد رام         |                  |
| برف                                         |                         |                  |                  |
| روشنی خانه                                  |                         |                  |                  |
| نوای عاشقانه                                |                         |                  |                  |
| کفتر یک لونه (با عباس منتجم شیرازی)         |                         |                  |                  |
| شمع و گل                                    | کریم فکور               | حسین صمدی        |                  |

## آثار سینمایی
- ۱۳۳۹ اول هیکل ساختهٔ سیامک یاسمی ترانه«خزان هستی» و «عروسی میکنی» و «عشوه مکن»و«آشنا»و«زتو خواهم ای زیبا که ز در باز آیی»
- ۱۳۳۹ ستارگان می‌درخشند ساختهٔ علی زرندی ترانه«دل من کو؟» و «یاد او» و «از خلوتم اي مه رفتي چرا ناگه» و «سوسو»
- ۱۳۴۰ عمو نوروز ساختهٔ سیامک یاسمی  ترانه«دختر صحرا»و «بشنو همراز دل»و«ای که در پاکی چون شبنمی تو» و«تنهام»
- ۱۳۴۱ طلای سفید ساختهٔ جمشید شیبانی ترانه«همایون»
- ۱۳۴۱ گرگ‌های گرسنه ترانه «رها شدم»و«خرمن»و«پژمرده»
- ۱۳۴۱ لاله آتشین ساختهٔ علی محزون
- ۱۳۴۳ آقای قرن بیستم ترانه«آمد از سفر » و « امشب ز رخت» و«چنان شدم الهی » و«هر دم از سوز جدایی»
- ۱۳۴۲ اشک‌ها و خنده‌ها
- ۱۳۴۴ دنیای پول
- ۱۳۴۵ حاتم طائی
- ۱۳۴۵ گدایان تهران
- ۱۳۴۶ قهرمان شهر ما
- ۱۳۴۷ طوفان بر فراز پاترا (مشترک با لبنان)
- ۱۳۵۲ بی‌قرار ساختهٔ ایرج قادری در نقش پوران «لج ولجبازی»و « من چه کنم »

## نگارخانه

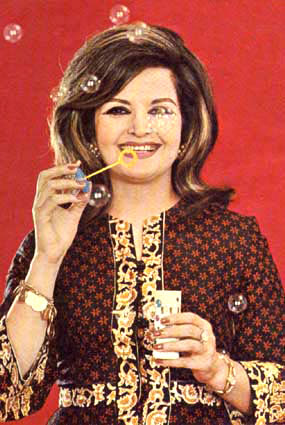
پوران
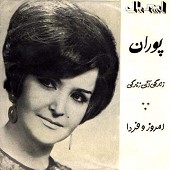
پوران، زندگی آی زندگی، امروز و فردا
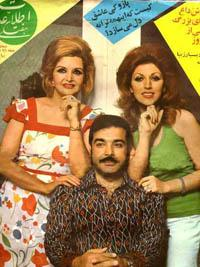
پوران (سمت چپ) به‌همراه مهستی و جهانبخش پازوکی، روی جلد مجلهٔ اطلاعات هفتگی، چاپ تهران، دههٔ ۵۰.
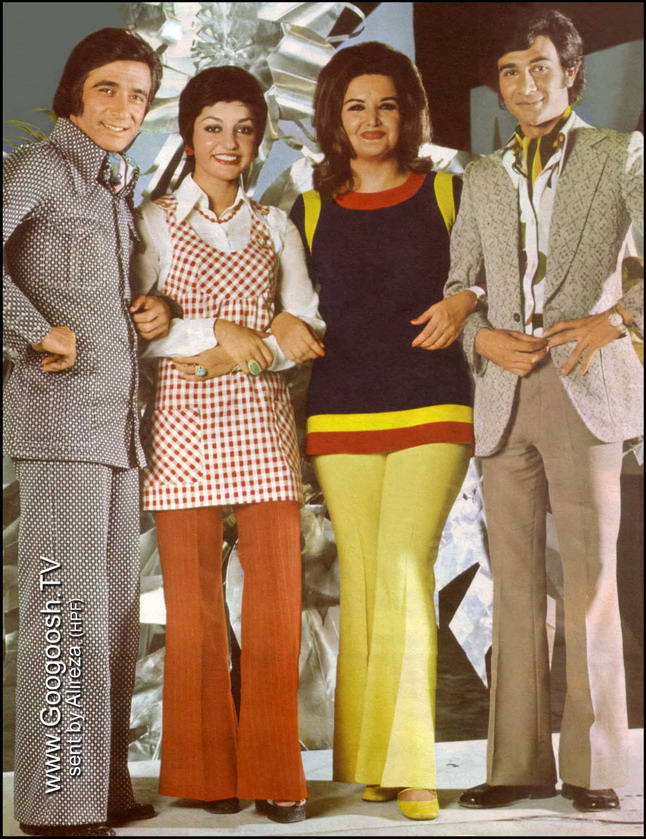
وفا، پوران، گوگوش و جمال وفایی